# Benjamin Harrison
Benjamin Harrison (ur. 20 sierpnia 1833 w North Bend, zm. 13 marca 1901 w Indianapolis) – 23. prezydent USA (1889–1893).

## Młodość i edukacja
Benjamin Harrison urodził się 20 sierpnia 1833 w North Bend. Jego pradziadek, Benjamin senior był sygnatariuszem Deklaracji Niepodległości, dziadek, William Henry pełnił funkcję prezydenta Stanów Zjednoczonych w 1841 roku, a ojciec John Scott był kongresmanem. Matką Harrisona była druga żona Johna Scotta, Elizabeth Ramsey Irwin. Przyszły prezydent miał dziewięcioro rodzonego rodzeństwa i troje przyrodniego.
Młody Benjamin chodził do szkoły publicznej, jednocześnie pobierając nauki od prywatnego nauczyciela. Następnie ukończył Farmer’s College w Cincinnati i studiował nauki prawne na Miami University w Ohio. Po ukończeniu studiów w 1852 roku, Harrison zaczął praktykować prawo, pracując w Cincinnati, a w 1854 roku przeniósł się do Indianapolis.

## Kariera polityczna
W latach pięćdziesiątych ojciec Harrisona był członkiem Izby Reprezentantów z ramienia Partii Wigów i zniechęcał syna do kariery politycznej. Benjamin jednak wstąpił do nowo utworzonej Partii Republikańskiej i w 1857 został miejskim prokuratorem. Trzy lata później wybrano go do stanowego Sądu Najwyższego Indiany na stanowisko sprawozdawcy.
Podczas wojny secesyjnej Harrison wstąpił do wojska w 1862 roku i został dowódcą ochotniczego pułku. 23 stycznia 1865 uzyskał stopień generała brygady. W 1872 roku proponowano mu kandydowanie na gubernatora Indiany, jednak część działaczy Partii Republikańskiej sprzeciwiła się tej propozycji. Oferta została ponowiona 4 lata później, jednak Harrisom ostatecznie przegrał z kandydatem Demokratów, Jamesem Douglasem Williamsem. W 1881 roku został wybrany do Senatu, gdzie zasiadał do 1887 roku, odrzucając w międzyczasie propozycję wejścia do rządu Garfielda.
Na rok przed wyborami prezydenckimi, lider Partii Republikańskiej, James Blaine oświadczył, że nie będzie ubiegał się o nominację prezydencką. Dzięki jego osobistemu poparciu, Harrison uzyskał poparcie wymaganej większości na konwencji w Chicago. Kandydatem na wiceprezydenta został Levi Morton. W głosowaniu powszechnym zwyciężył, ubiegający się o reelekcję, Grover Cleveland, zdobywając niecałe 100 tysięcy głosów więcej od Harrisona. Jednak w Kolegium Elektorów Harrison uzyskał 233 głosy, wobec 168 głosów dla Clevelanda.

## Prezydentura

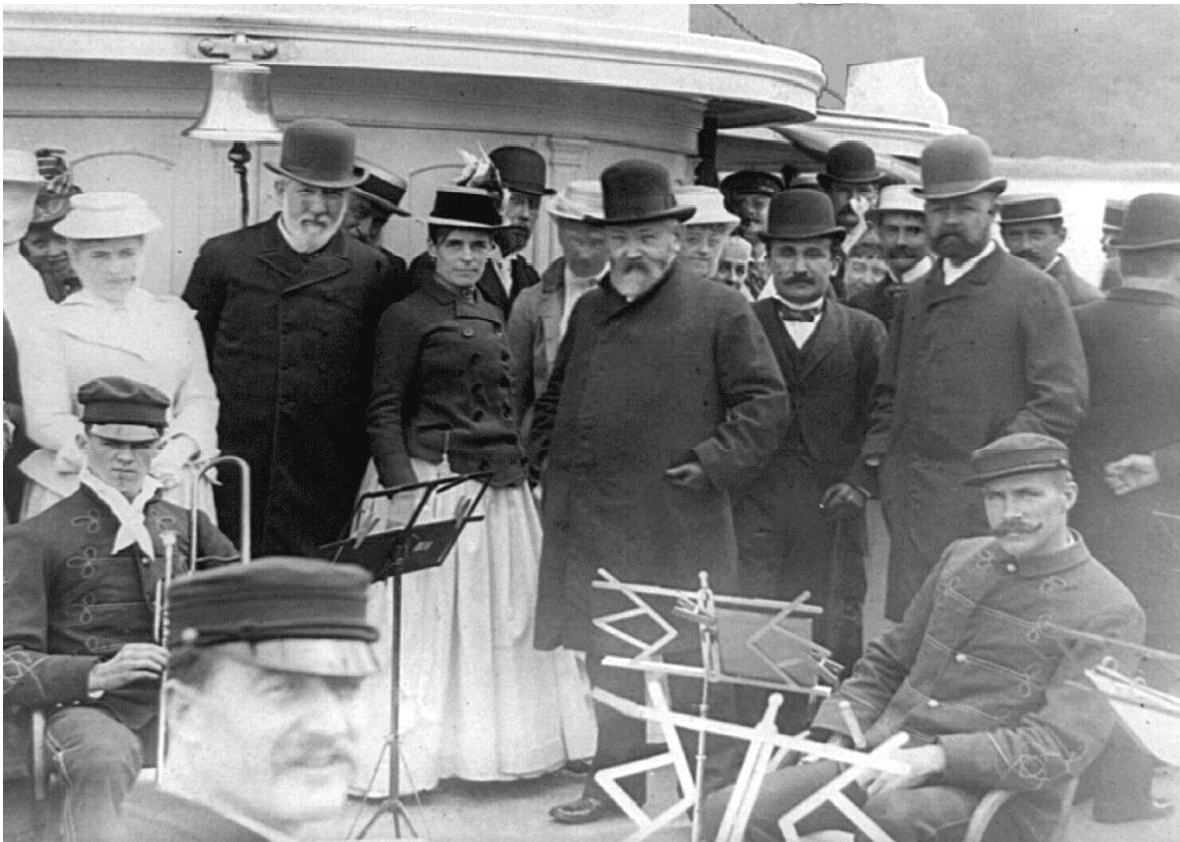
Prezydent Benjamin Harrison na pokładzie łodzi

Sekretarzem stanu w gabinecie Harrisona został James Blaine. Był zwolennikiem ekspansjonizmu i prekursorem neokolonializmu, popierał m.in. zajęcie Kanady i baz morskich na półkuli zachodniej. Głównymi obszarami zainteresowań Blaine’a były kraje Ameryki Łacińskiej, gdyż uważał je za obiecujące rynki. Z kolei prezydent planował zbudować bazy zaopatrzeniowe na wyspach Morza Karaibskiego. Aby osiągnąć te cele i wprowadzić w życie ideę panamerykanizmu, 18 listopada 1889 odbyła się w Waszyngtonie konferencja z udziałem państw Ameryki Łacińskiej. Blaine planował stworzyć unię celną i ograniczyć handel z Europą, aby obniżyć wpływy mocarstw europejskich na półkuli zachodniej. Większość postulatów amerykańskich została jednak zdecydowanie odrzucona, natomiast jednym z nielicznych sukcesów sekretarza stanu było powołanie Unii Panamerykańskiej.
Na początku 1891 roku w Chile wybuchła wojna domowa, w której rebelianci sprzeciwiali się  prezydenturze Josego Balmacedy’ego. Oficjalnie Stany Zjednoczone zachowywały neutralność, sprzedając broń obu stronom walczącym, jednak gdy przeciwnicy Balmacedy przypłynęli do San Diego, by nabyć broń, sekretarz marynarki Benjamin Tracy nakazał zatrzymać okręt i skonfiskować zakupioną broń. Wkrótce potem Departament Stanu odmówił mediacji pomiędzy stronami, co pogorszyło stosunki z opozycją chilijską, a prezydent Balmaceda został obalony latem 1889 roku. USA nie chciały uznać nowych władz, a stosunki pomiędzy oboma państwami jeszcze bardziej pogorszył incydent w Valparaíso, gdzie zginęło dwóch amerykańskich marynarzy. Ponieważ rząd Chile odmówił przeprowadzenia szczegółowego śledztwa, Harrison zagroził zerwaniem stosunków dyplomatycznych. Prezydent był zwolennikiem interwencji zbrojnej, a w opinii publicznej także panowały nastroje prowojenne. Na początku 1892 USA ponowiło żądanie od Chile przeprosin i wycofania oskarżeń. Ostatecznie rząd chilijski wystosował oficjalne przeprosiny i wypłacił 75 tysięcy dolarów odszkodowania.
Za czasów prezydentury Harrisona wznowiono starania o aneksję Hawajów. Po śmierci króla Kalākaui, władzę przejęła księżniczka Lydia Liliʻuokalani, zwolenniczka monarchii. Planowała ona unieważnić Konstytucję Hawajów, zatem koła amerykańskich biznesmenów utworzyły 17-osobowy Klub Aneksjonistyczny. Na początku 1893 roku Klub dokonał zamachu stanu, tytułując się komitetem bezpieczeństwa narodowego i zniósł monarchię oraz utworzył rząd tymczasowy. Cała operacja była przeprowadzona po uzgodnieniach z posłem amerykańskim na Hawajach, a Stany Zjednoczone przysłały na wyspy swoje okręty wojenne. Królowa, ustępując pod liczebnym naciskiem wojsk amerykańskich, zwróciła się do Harrisona o pomoc. 14 lutego 1893 USA podpisały z tymczasowym rządem Hawajów układ o aneksji wysp. W układzie zakazano imigracji Chińczyków, a królowej i księżniczce przyznano dożywotnią rentę. Decyzja została przedłożona Senatowi, jednak tam zwlekano z podjęciem decyzji, zwłaszcza z uwagi na zbliżające się wybory prezydenckie.
Pomimo aktywności prezydenta w obszarze polityki zagranicznej, pozostawał on bierny w polityce wewnętrznej. Zdaniem historyków nie podjął on działań zmierzających do polepszenia sytuacji robotników czy farmerów. Latem 1892 roku ponownie uzyskał nominację swojej partii w wyborach prezydenckich. Przegrał jednak z kandydatem Demokratów, byłym prezydentem, Groverem Clevelandem.

## Emerytura i śmierć
Po zakończeniu prezydentury Harrison powrócił do Indianapolis, gdzie praktykował prawo. W 1899 roku był doradcą rządu wenezuelskiego w sporze granicznym z Gujaną Brytyjską. Wiosną 1901 roku zachorował na zapalenie płuc, w wyniku czego zmarł 13 marca w Indianapolis.

## Życie prywatne
Benjamin Harrison poznał swoją przyszłą żonę, Caroline Lavinie Scott w czasie studiów prawniczych. Ich ślub odbył się 20 października 1853 roku. Para miała dwoje dzieci, w tym córkę Mary. W 1892 roku Caroline Lavinie zmarła. Harrison ożenił się powtórnie pięć lat później, z wdową Mary Scott Lord Dimmnick, która była siostrzenicą pierwszej żony prezydenta. Para miała jedną córkę, Elizabeth. Po śmierci pierwszej żony prezydenta, obowiązki pierwszej damy, przejęła siostrzenica zmarłej żony, Mary Scott.